# قانون پر عقاب
در ایالات متحده، قانون پر عقاب (به انگلیسی: Eagle feather law) استثناهای بسیاری را برای قوانین فدرال حیات وحش دربارهٔ عقاب‌ها و دیگر پرندگان مهاجر فراهم می‌کند تا بومیان آمریکا بتوانند به آیین‌های سنتی، معنوی و فرهنگی خود ادامه دهند.
بر اساس زبان کنونی قانون پر عقاب، افراد دارای اصل و نسب بومی آمریکایی که در یک قبیله فدرال به رسمیت شناخته‌شده ثبت‌نام کرده‌اند، از نظر قانونی مجاز به دریافت پرهای عقاب هستند.
نقض این قانون می‌تواند سبب جریمه ۱۰۰۰۰۰ دلاری (۲۰۰۰۰۰ دلار برای سازمان‌ها)، حبس به مدت یک سال یا هر دو جریمه برای نخستین تخلف شود. مجازات‌ها برای جریمه‌های اضافی بیشتر به میزان چشمگیری افزایش می‌یابد و تخلف دوم از این قانون جرم است.